# 浜松市立蜆塚中学校
浜松市立蜆塚中学校（はままつしりつ しじみづかちゅうがっこう）は、静岡県浜松市中央区蜆塚二丁目にある市立中学校。

## 沿革

### 年表[1]
- 1957年12月10日 - 浜松市立中部中学校蜆塚教室として第2学年が移転、授業開始
- 1958年4月1日 - 広沢地区1、2年を収容
- 1959年4月1日 - 広沢地区全学年を収容
- 1960年4月1日 - 浜松市立中部中学校より分離して開校。
- 1986年3月31日 - 分離により浜松市立佐鳴台中学校へ転出（1年59名、2年71名）
- 1989年11月10日 - 創立30周年記念式典
- 2010年11月21日 - 創立50周年記念式典
- 2017年2月24日 - 北校舎落成式典
- 2021年6月24日 - 創立60周年記念式典

## 学区
広沢小学校通学区域
- 広沢一～三丁目・高町・蜆塚一～四丁目・鹿谷町（旧亀山町）・布橋三丁目（11番～15番）・山手町・富塚町〔東自治会（向平南3組・向平南4組・小薮飛地）・御前谷自治会〕

追分小学校通学区域
- 鹿谷町（旧亀山・旧松城を除く）

## 出身者
- 天野浩 - 2014年ノーベル物理学賞受賞
- 瀧川鯉昇（落語家）
- 鈴木康友（静岡県知事、元浜松市長）
- 登龍亭獅篭（落語家）
- 青嶋佑弥（サッカー選手）
- ばらスィー（漫画家、イラストレーター）
- 上原ひろみ (音楽家、ピアニスト）
- 杉浦大毅（タレント、元ブリリアン）

## 交通
- 遠鉄バス遠州浜蜆塚線「蜆塚中学北」停留所から、徒歩2分